# Алуку (народность)
Алуку, фр. Aluku — этническая группа бушиненге, проживающая в основном на берегу реки Марипасула на юго-западе Французской Гвианы. Группу иногда называют Бони, по имени лидера алуку XVIII века Бокилифу Бони. Общая численность 11 600 человек (на 2018 год).

## История
Алуку — этническая группа во Французской Гвиане, произошедшая от африканских рабов, бежавших в конце XVII-го и начале XVIII веков с голландских плантаций в Южной Америке на территорию, которая сейчас известна как Суринам. Вступая в браки с коренными американцами, к концу XVIII века они расселились к востоку от реки Коттика, на территории современного округа Маровейне в Суринаме. Первоначально их называли коттика-мароны.

## Войны Бони
В 1760 году жившие поблизости племена нджука заключили с алуку мирный договор, предложив им территориальную автономию. Однако французские колонисты не приняли алуку и начали войну против них. В 1768 году первая деревня алуку была обнаружена и разрушена.
В 1770 году две группы маронов присоединились к племени, которое стало известно как бони, по имени их лидера. Бони, используя партизанскую тактику против колонистов, заставил их отступить в хорошо охраняемый форт Боеко, расположенный на болоте. 20 сентября 1772 года после семи месяцев боёв армии из трёхсот освобождённых рабов удалось захватить форт. После победы бони двинулись на юг, где поселились на берегу реки Лава, которая создавала естественную границу между Французской Гвианой и Суринамом. Из-за того, что они вторглись на территорию нджука, те совершили ряд нападений на бони. В конце 1779 года между двумя племенами был подписан мирный договор, и Бони пообещал не совершать набеги на голландские и французские плантации, тем самым заключив мир с колонистами. В мирный период французы предложили алуку поселиться на реке Мана. Так как Бони не доверял им, он проигнорировал это предложение.
Мир сохранялся до 1788 года, когда на плантацию Кларенбек было совершено нападение. В 1789 году вождь нджука объединил свои силы с колонистами, а к 1791 году подполковник Бейтлер преследовал оставшихся алуку, бежавших из Суринама во Французскую Гвиану. 19 февраля 1793 года Бокилифу Бони был убит Бамби, вождём нджука.

## Период безгосударственности
Между 1793 и 1837 годами алуку расселились вокруг Гаан Дай. В этот период они имели тесные контакты с индейским племенем уаяна, причём два племени часто жили вместе в одних и тех же деревнях. В 1815 году алуку и уаяна стали единокровными племенами.
В 1836 году племя алуку посетил военно-морской химик Ле Прие, находившийся в экспедиции к южной границе Французской Гвианы. Ле Прие сделал вид, что находится с официальной миссией, и заключил мирный договор от имени французского государства. Он также назначил вождя алуку Гонго ганманом. Когда об этом узнал ганман нджука Биман, он послал вызов Гонго и сказал ему, что такой договор неприемлем. Опасаясь французского вторжения, Биман мобилизовал свою армию. Такой поворот событий расстроил правительство Суринама, которое попросило Гонго распустить своих воинов и связаться с французским губернатором. 9 ноября 1836 года между Французской Гвианой и Суринамом было подписано соглашение, в котором говорилось, что Ле Прие не имеет никаких полномочий, и что алуку должны покинуть территорию Французской Гвианы и подчиниться нджука.
7 июля 1841 года делегация алуку из 12 человек была отправлена к французскому губернатору, чтобы попросить разрешения поселиться на реке Ояпок, однако 11 человек из них, включая ганмена Гонго, были казнены. Попытки дипломатии были оставлены, и часть племени поселилась на реке Лава, где они основали деревни Побианси, Асисси, Пуумофу и Кормонтибо. В 1860 году нджука, к столетию своей автономии, подписали мирный договор с алуку в Альбине и позволили им поселиться в Абуна-Сунге. Пороги возле Абуна-Сунги образуют северную границу земель алуку; южная граница — река Литани.

## Период французского владычества
В 1891 году императора России Александра III попросили делимитировать границу между Французской Гвианой и Суринамом, голландской колонией. Обе нации обещали уважать права племён, живущих на островах, поэтому племена, живущие на реке, должны были выбрать свою национальность. В Парамарибо была созвана встреча с ганманом Очи, для того чтобы убедить алуку стать гражданами Голландии. Алуку выбрали французское гражданство 25 мая 1891 года. Один из старейшин алуку использовал следующие слова: «Когда у вас есть курица, которую вы никогда не кормите, а ваш сосед заботится о животном, вы думаете, что животное останется с вами, или думаете, что оно уйдёт к соседу? Ну, то же самое относится и к нам».
До роспуска территории Инини в 1969 году алуку жили автономно практически без вмешательства французского правительства. Наряду с созданием коммун пришли государственное устройство и галлизация. Это привело к тому, что две несовместимые системы (традиционное правительство и коммуны) сосуществуют бок о бок, но коммуны продолжают одерживать верх. Что наиболее важно, это привело к концентрации населения в более крупных деревнях и почти полному запустению более мелких поселений.
В феврале 2018 года был создан Grand Conseil coutumier des Populations Amérindiennes et Bushinengué (Великий традиционный совет индейского и маронского населения), в состав которого вошли шесть вождей алуку и два ганмана алуку. Одним из основных вопросов, поднятых Советом в 2009 году, было отсутствие вождей алуку на рабочих заседаниях муниципального совета.

## Поселения
В конце XVIII века у алуку были поселения в коммунах Сен-Лоран-дю-Марони, Апату и Гран-Санти.
Основные населённые пункты находятся в кантоне Марипасула и состоят из муниципалитета и города Марипасула и коммуны Папаихтон, а также деревень Кормотибо, Ассиси, Лока, Табики, Нуво-Вакапу и Агуде (Бонивиль) во Французской Гвиане; и Коттика в Суринаме. Коттика была заброшена во время войн Бони, но восстановлена в 1902 году.
Большая часть алуку проживает в коммунах Сен-Лоран-дю-Марони, Кайенна, Матури и Куру во Французской Гвиане. Многие алуку в Сен-Лоран-дю-Марони живут в импровизированных «деревнях» за пределами города без какой-либо инфраструктуры. Численность городского населения алуку в 2018 году оценивалась примерно в 3200 человек.

## Экономика и сельское хозяйство
Традиционно люди алуку жили натуральным хозяйством, охотой, собирательством и рыболовством. Всё необходимое они получали за счет торговли с соседними маронами и местными племенами. Было моральное обязательство делиться со всем племенем. Вокруг основных поселений было много небольших деревень с фермами, чтобы предотвратить истощение почвы.
Алуку частично приспособились к современности и рыночной экономике. Некоторых из них служат в армии и речном флоте. По словам Бернара Дельпеча, алуку претерпели «дестабилизацию основного традиционного материала, культурную трансформацию, изменение правил коллективной жизни».

## Религия
Традиционной религией маронов была Винти, синтез африканских религиозных традиций. Среди народов Матаваи и Сарамака в Суринаме миссионерская деятельность Моравской церкви с использованием миссионеров-маронов привела к крупномасштабному обращению в христианство. На территории индейских племён во Французской Гвиане также некоторое время действовали иезуиты, однако появление европейских болезней вынудило иезуитов прекратить свою деятельность в 1763 году. Отсутствие миссионерской деятельности среди алуку сохранило Винти как доминирующую религию.
Главным богом для алуку является Одун, при этом выделяют четыре пантеона мистических духов, которые играют неотъемлемую роль в повседневной жизни. Похоронные обряды очень обширны и могут длиться много месяцев.

## Язык
Алуку (также алуку тонго) — одноимённый термин для языка алуку. Ричард Прайс оценил количество говорящих на нём в 2002 году примерно в 6000 человек. Многие из его носителей также говорят на французском языке.
Язык алуку представляет собой креольский диалект английского языка (унаследованный от британских колоний, пришедших на смену голландцам в Суринаме), смешанного с нидерландским и, совсем недавно, с французским; с множественными заимствованиями из африканских языков. Происходит от плантационного креольского, который в настоящее время известен как сранан-тонго, однако отклонился от него примерно в 1712 году и далее развивался самостоятельно.
Связан и взаимно понятен с языками, на которых говорят племена парамака и нджука. Основное отличие заключается в используемой фонологической системе и лексике.

## Известные представители
- Бони (~ 1730—1793) — национальный герой, лидер партизан.
- Апату (1833—1908) — вождь маронов, основал деревню Мутенде.
- Якобин Йома (1966) — профессиональный боксёр[25].